# Pławanice-Kolonia
Pławanice-Kolonia – kolonia w Polsce położona w województwie lubelskim, w powiecie chełmskim, w gminie Kamień.
W spisie miejscowości PRL w z roku 1967 w gromadzie Kamień występuje miejscowość Pławnice wieś i kolonia oraz Pławnice B kolonia 
W latach 1975–1998 miejscowość administracyjnie należała do województwa chełmskiego. 
Według Narodowego Spisu Powszechnego (III 2011 r.) liczyła 107 mieszkańców i była czternastą co do wielkości miejscowością gminy Kamień.
Wierni Kościoła rzymskokatolickiego należą do parafii św. Michała Archanioła w Kamieniu.
| SIMC    | Nazwa   | Rodzaj     |
| ------- | ------- | ---------- |
| 1025686 | Działki | przysiółek |